# Бистабильность
Бистабильность — свойство динамической системы, выражающееся в наличии двух устойчивых равновесных состояния. Бистабильный объект может покоиться в любом из этих двух состояний. Эти состояния покоя не должны быть симметричны относительно накопленной энергии. С точки зрения потенциальной энергии, а бистабильная система имеет два локальных минимума потенциальной энергии, которые разделены пиком (локальным максимумом). Примером механического устройства, которое является бистабильным, может служить выключатель света. Этот выключатель спроектирован так чтобы оставаться в состоянии «Включено» или «Выключено», но не между ними.